# Anomalia cromossômica

As três principais mutações cromossômicas únicas; deleção (1), duplicação (2) e inversão (3).

O funcionamento defeituoso que da segregação cromossômica que pode provocar a anomalia cromossômica (português brasileiro) ou anomalia cromossómica (português europeu) ou displasia cromossômica parcial (português brasileiro) ou displasia cromossómica parcial (português europeu), uma malformação que pode resultar em deficiências graves.
Alguns exemplos de deficiências causadas por anomalias cromossômicas no homem são:
- Síndrome Cri-du-Chat, que é causada pela deleção de parte do braço curto do cromossomo 5. As vítimas emitem sons agudos que se assemelham ao miado de um gato. Têm os olhos afastados, cabeça e maxilar pequenos e atrasados mentalmente.
- Síndrome de Wolf-Hirschhorn, que é causada pela deleção parcial do braço longo do cromossomo 4.
- Sindrome de delecção do 1p36, que pode ser causada pela deleção parcial do braço curto do cromossomo 1.

As anomalias cromossômicas sexuais ocorrem em virtude de meioses atípicas durante o processo anômalo da gametogênese, isto é, a produção de gametas (espermatozoide e óvulo), com quantidade genômica haploide alterada. Especificamente durante a separação dos cromossomos homólogos (anáfase I), ou também relacionada à segregação das cromátides irmãs (anáfase II), sem que haja disjunção dos cromossomos sexuais XX ou XY.
Mediante fecundação, a contribuição genética dessas células provoca o surgimento de indivíduos com cariótipo anormal quanto ao número constante de cromossomos da espécie, surgindo organismos com conjunto cromossômico superior a 46 filamentos de cromatina contida no interior da carioteca de células somáticas (diploides).
Tal conformidade gênica evidencia o estado caracterizado pelos organismos com aparência feminina e masculina, respectivamente denominados a partir do genótipo por: Superfêmea e Supermacho.
Os prováveis cariótipos dos indivíduos portadores de anormalidades no cromossomo sexual podem ser representados da seguinte forma:
- Três variações possíveis para um organismo do sexo feminino: 47, XXX; 48, XXXX ; 49,XXXXX (os dois últimos, normalmente são eventos raros).
- E uma única variação no organismo masculino: 47, XYY.
Em mulheres, a frequência é relativamente alta, chegando a 01 caso em, aproximadamente, 700 nascimentos. Em homens essa frequência pode chegar a 01 caso em 1.000 nascimentos.
As principais características manifestadas são:
- Distúrbios motores e na fala;
- Nível hormonal elevado;
- Volume cerebral reduzido;
- Baixo coeficiente intelectual;
- Orelhas, mãos e pés com tamanho anormal.